# Paul Burrell
Paul Burrell, RVM, född 6 juni 1958 i Grassmoor i Derbyshire, är en tidigare betjänt i Storbritanniens kungliga hushåll. Han var så kallad "footman" hos drottning Elizabeth II och senare butler hos Diana, prinsessa av Wales. Sedan hennes död 1997 har han medverkat i medierna, och sedan 2004 även i underhållningsprogram. 
Burrell tilldaldes Royal Victorian Medal i november 1997 för sitt arbete i Storbritanniens kungliga familj.

## Priser och utmärkelser
Enligt hans autobiografi har Burrell fått följande priser och utmärkelser: 
- Verdienstmedaille, utdelad av Västtyskland, 1978
- Silvermedaljen, utdelad av Sverige, 1983
- The Order of The Lion of Malawi Medal, 1985

### Fotnoter
1. ↑  Paul Burrell official website archive